# De Blaak (landhuis)
Even buiten Tilburg werd in 1907 de villa Landhuis De Blaak gebouwd. De villa werd ontworpen door de architect Jan van der Valk in neotudorstijl voor de wolfabrikant A.A.H. Pollet. Het huis nam de plaats in van een boerderij uit 1869.
Het landhuis, een rijksmonument, is nu een restaurant annex wijkcentrum: inmiddels is het huis opgenomen in de Tilburgse wijk Blaak.